# Henri Grethen
Henri Grethen (ur. 16 lipca 1950 w Esch-sur-Alzette) – luksemburski polityk, parlamentarzysta, działacz Partii Demokratycznej, w latach 1999–2004 minister, audytor w Europejskim Trybunale Obrachunkowym.

## Życiorys
Kształcił się na kursach uniwersyteckich w Luksemburgu, następnie w latach 1971–1975 studiował na Université de Liège. Pracował w luksemburskiej federacji handlowców, początkowo jako doradca ekonomiczny, od 1981 jako sekretarz generalny tej organizacji.
Zaangażował się w działalność polityczną w ramach Partii Demokratycznej. W latach 80. i ponownie od 1994 do 2004 był sekretarzem generalnym tego ugrupowania. W 1984 po raz pierwszy wybrany na posła do Izby Deputowanych. Z powodzeniem ubiegał się o reelekcję w wyborach w 1989, 1994, 1999 i 2004. W parlamencie pełnił m.in. funkcję przewodniczącego frakcji partyjnej i dwukrotnie wiceprzewodniczącego Izby Deputowanych.
Od 1999 do 2004 w rządzie, którym kierował Jean-Claude Juncker, sprawował urząd ministra gospodarki i ministra transportu, w 2004 krótko był również ministrem służb publicznych. W 2008 został luksemburskim przedstawicielem w Europejskim Trybunale Obrachunkowym, zasiadał w tym gremium do końca 2019.

## Odznaczenia
- Wielki Oficer Orderu Zasługi Adolfa Nassauskiego (Luksemburg)
- Wielki Oficer Orderu Korony Dębowej (Luksemburg)
- Wielki Oficer Orderu Zasługi (Luksemburg)
- Krzyż Wielki I Kl. Odznaki Honorowej za Zasługi (Austria)
- Wielki Oficer Orderu Leopolda (Belgia)
- Wielki Oficer Orderu Leopolda II (Belgia)
- Krzyż Wielki Orderu Danebroga (Dania)
- Komandor z Gwiazdą Orderu Izabeli Katolickiej (Hiszpania)
- Komandor Orderu Legii Honorowej (Francja)
- Krzyż Wielki Orderu Feniksa (Grecja)
- Krzyż Wielki Orderu Zasługi (Włochy)
- Komandor Orderu Zasługi (Norwegia)[3]